# Señor Mentira
«Señor Mentira» es una canción interpretada por la cantante Daniela Darcourt, y compuesta por el productor musical y compositor Master Chris. Fue lanzada el 14 de febrero de 2019, como parte de su álbum de estudio debut, Esa soy yo, publicado en mayo del mismo año.
Fue la primera entrega de Darcourt para 2019.

## Composición
En una entrevista con el diario ecuatoriano Expreso, declaró que para escribir la canción, se inspiró en las traiciones y engaños que ha recibido por parte de distintas personas:

Tengo una larga lista de gente que me ha traicionado y engañado, que me ha pagado muy mal en el amor, pero aprendí bastante y todo lo plasmé en la canción «Señor Mentira».

## Video musical
El video musical que acompaña a la canción, fue grabado en Bogotá, Colombia, bajo la dirección de Daniel Rodríguez Botero y la producción de Ciento Once Agencia.
En menos de una semana del lanzamiento, el videoclip superó la cifra de 1 millón de visualizaciones en YouTube.

## Posicionamiento en listas

### Semanales
| Listas (2019)                               | Mejor posición |
| ------------------------------------------- | -------------- |
| Colombia Tropical (Monitor Latino)          | 6              |
| Ecuador (Monitor Latino)                    | 8              |
| Ecuador Tropical (Monitor Latino)           | 2              |
| Perú (Monitor Latino)                       | 1              |
| República Dominicana Salsa (Monitor Latino) | 6              |
| Tropical Airplay (Billboard)                | 16             |

### Anuales
| Listas (2019)                     | Mejor posición |
| --------------------------------- | -------------- |
| Ecuador Tropical (Monitor Latino) | 24             |
| Perú (Monitor Latino)             | 7              |
| Perú Tropical (Monitor Latino)    | 1              |